# Šmelcovna (Javůrek)
Šmelcovna je osada v údolí Bílého potoka v katastrálním území obce Javůrek, sama má status základní sídelní jednotky. Na druhém břehu Bílého potoka, jenž zde tvoří katastrální hranici, se nachází několik dalších budov, které již patří pod obec Maršov. Šmelcovna leží v Křižanovské vrchovině, zhruba 25 km severozápadně od Brna.
Název osady pochází z německého „schmelzen“, tj. tavit. Na Šmelcovně se nacházely hamry a mezi lety 1722–1850 zde stála „Veverská huť“, majetek pánů z nedalekého hradu Veveří. Na Šmelcovně se těžila železná ruda, ze které se zde tavilo železo. Po uzavření hutě a hamrů se do konce 19. století místní ruda vozila k tavbě do blízkých hutí v Zastávce a Štěpánovicích, které byly vytápěny koksem. V okolí Šmelcovny jsou dodnes patrné štoly a zbytky hutí a hamrů.
Dnešní víska je tvořena několika usedlostmi a množstvím chat a chalup, stojí zde také kaple Panny Marie Bolestné z roku 1905. Významným centrem místního života je i hospoda U Čadíků.
V údolí Bílého potoka u Šmelcovny roste mech dřípovičník zpeřený (Schistostega osmundacea), který za tmy vydává smaragdově zelené světlo.

## Vítání jara na Šmelcovně
Šmelcovna je častým cílem pěších i cykloturistů. Od roku 1902 se zde koná každou první jarní neděli vítání jara spojené s házením Morany do Bílého potoka. Novodobou tradici založila brněnská turistická společnost „NOHA“ a v letech 1912–1933 se Vítání jara na Šmelcovně zúčastňoval i básník Petr Bezruč se svou „smečkou“. Roku 1968 byla na památku Bezručových návštěv odhalena u cesty na Javůrek pamětní deska.
Nejvíce návštěvníků na vítání jara přichází pěšky po značených turistických trasách z 3 km vzdáleného Javůrku, stejně vzdáleného Maršova nebo údolím Bílého potoka z 8 km vzdálené Veverské Bítýšky.

## Galerie

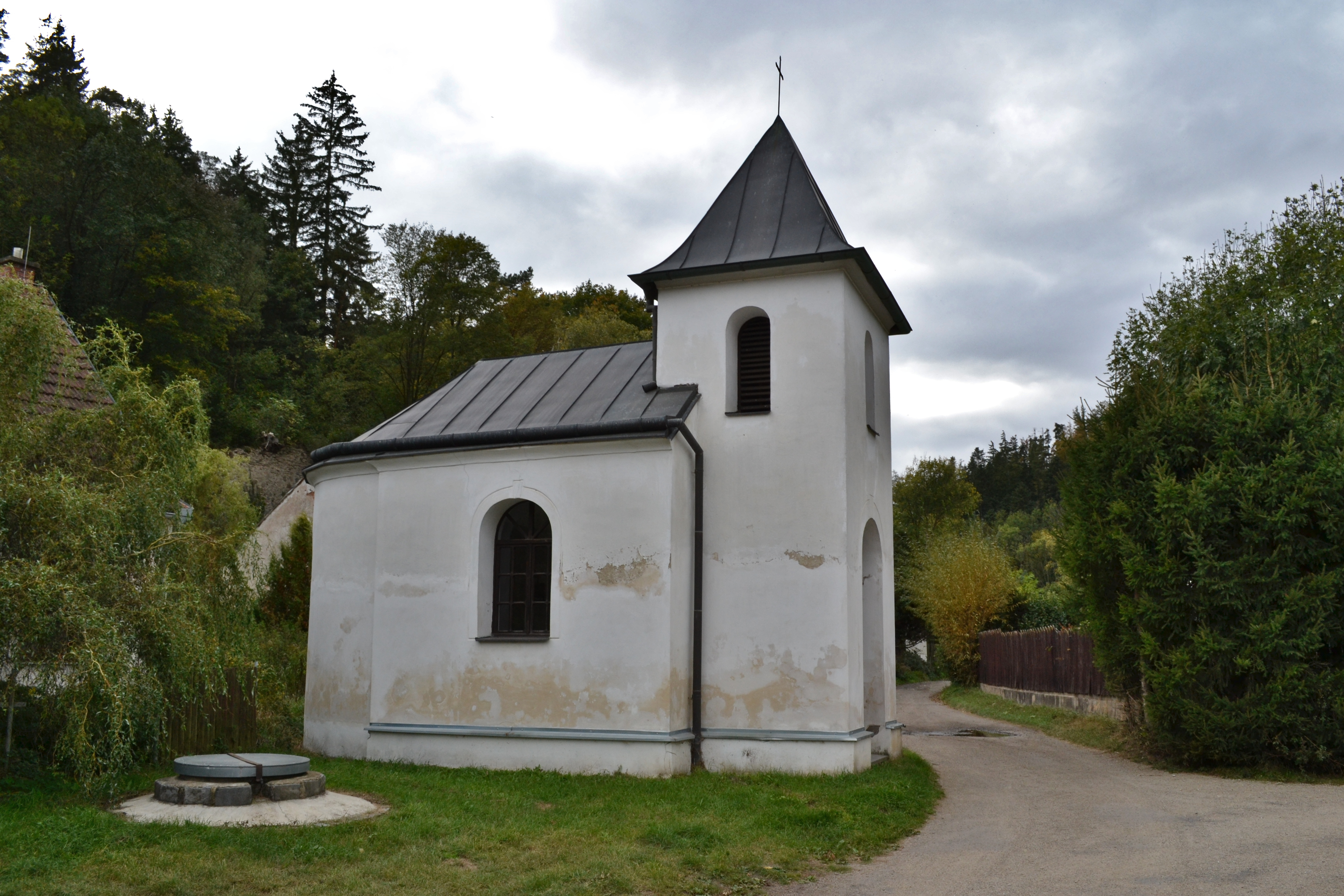
kaple Panny Marie
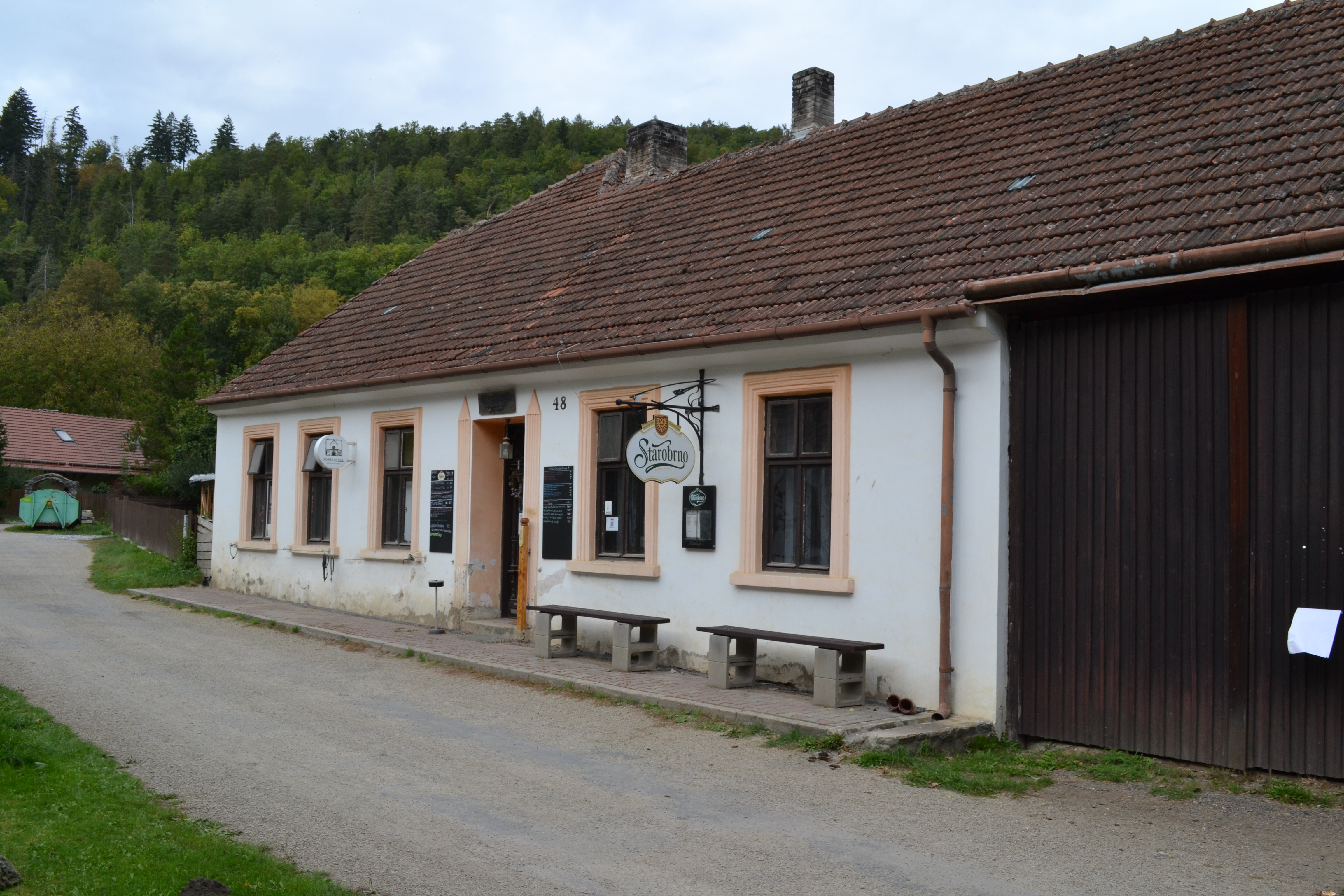
hostinec U Čadíků
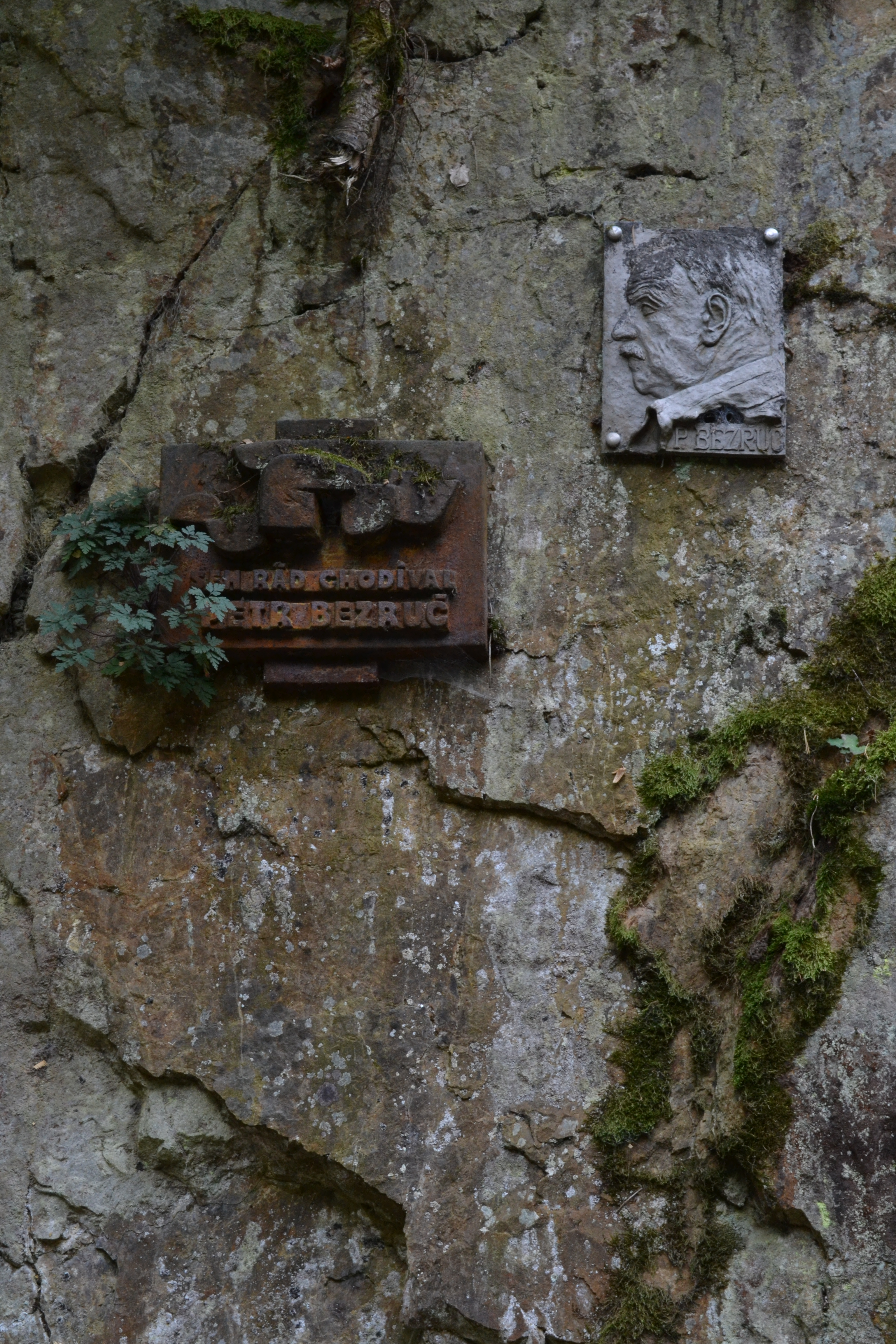
památník Petra Bezruče
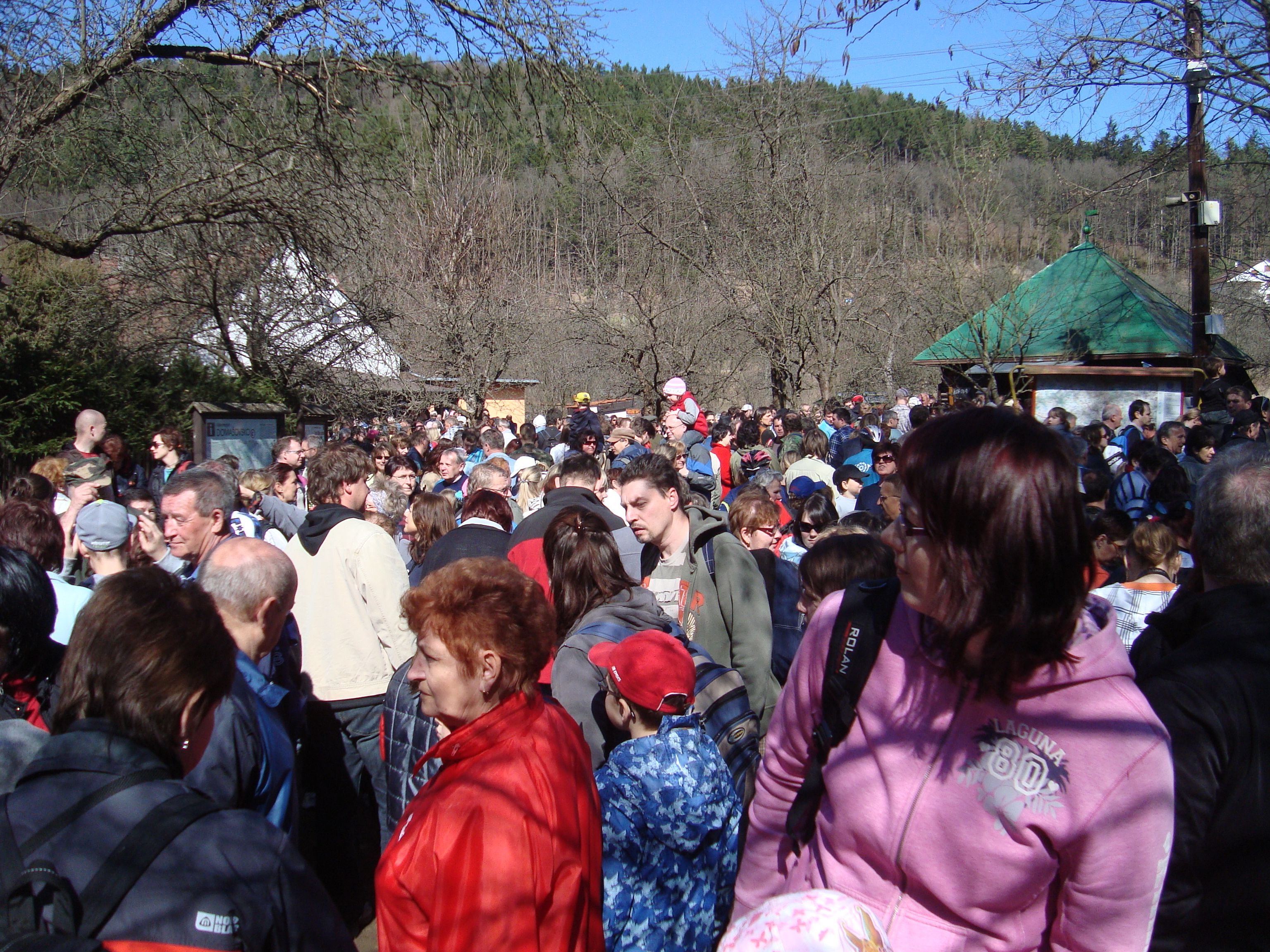
Vítání jara na Šmelcovně, 2012